# Caitlin E. J. Meyer
Caitlin Elizabeth Joelle Meyer (* 29. Februar 1992 in Salt Lake City, Utah) ist eine US-amerikanische Schauspielerin und ehemalige Kinderdarstellerin. Für ihre Leistungen als Jungschauspielerin wurde sie zweimal mit dem Young Artist Award ausgezeichnet.

## Leben
Meyer wurde am 29. Februar 1992 in Salt Lake City geboren. Sie wuchs mit zwei Schwestern und fünf Brüdern auf. Im Alter von fünf Jahren debütierte sie als Schauspielerin im Fernsehfilm Mordmotiv: Mutterliebe. In den nächsten Jahren folgten Episodenrollen in Fernsehserien wie Cover Me: Based on the True Life of an FBI Family, It's a Miracle oder JAG – Im Auftrag der Ehre. Für ihre Darstellung der Isabelle im Film Emilys Geheimnisse wurde sie 2003 mit dem Young Artist Award in der Kategorie Best Performance in a Feature Film – Young Actress Age Ten or Under ausgezeichnet. Im Folgejahr erhielt sie erneut den Young Artist Award, dieses Mal in der Kategorie Best Performance in a Short Film für ihre Leistungen im Kurzfilm A Pioneer Miracle. Später erhielt sie noch weitere Nominierungen für diesen Preis, blieb aber in der jeweiligen Kategorie ohne Sieg. Neben der Schauspielerei begann sie in Utah ein Psychologiestudium. Von 2013 bis 2015 stellte sie in der Fernsehserie Granite Flats die Rolle der Wendy dar. Im Folgejahr wirkte sie im Spielfilm Battleforce 2 – Rückkehr der Alienkrieger mit. Im selben Jahr war sie in The Christmas Project und 2020 in der Fortsetzung The Christmas Project 2 in der Rolle der Monica Goodman zu sehen. In letzteren trat sie unter Caitlin Meyer-Stewart in Erscheinung.

## Filmografie (Auswahl)
- 1997: Mordmotiv: Mutterliebe (Mother Knows Best, Fernsehfilm)
- 2001: Cover Me: Based on the True Life of an FBI Family (Fernsehserie, Episode 1x22)
- 2001: It's a Miracle (Fernsehdokuserie, Episode 4x22)
- 2001: Emilys Geheimnisse (Little Secrets)
- 2001: Die Weihnachtsmann-Affäre (I Saw Mommy Kissing Santa Claus)
- 2002: Handcart
- 2002: JAG – Im Auftrag der Ehre (JAG, Fernsehserie, Episode 8x05)
- 2003: A Pioneer Miracle (Kurzfilm)
- 2006: Pirates of the Great Salt Lake
- 2006: Take a Chance
- 2006: Against Type (Fernsehfilm)
- 2006: Samuel the Lamanite
- 2007: Beauty and the Beast: A Latter-Day Tale
- 2007: Turn Around
- 2008: Overcome
- 2009: Minor Details
- 2009: One Man's Treasure
- 2009: Getting Ahead (Kurzfilm)
- 2010: I Love You Bernie Summersby (Kurzfilm)
- 2010: You're So Cupid!
- 2010: Hunger Games: Katniss & Rue (Kurzfilm)
- 2011: 17 Miracles
- 2012: Life According to Penny (Kurzfilm)
- 2012: Abide with Me (Kurzfilm)
- 2012: Orangen zu Weihnachten (Christmas Oranges)
- 2013–2015: Granite Flats (Fernsehserie, 5 Episoden)
- 2014: Nowhere Safe (Fernsehfilm)
- 2015: He Knows My Name (Kurzfilm)
- 2015: The Cokeville Miracle
- 2015: Miracle Maker
- 2016: Battleforce 2 – Rückkehr der Alienkrieger (Alienate)
- 2016: The Christmas Project
- 2020: The Christmas Project 2

## Auszeichnungen
- 2003: Young Artist Award in der Kategorie Best Performance in a Feature Film – Young Actress Age Ten or Under für Emilys Geheimnisse
- 2004: Young Artist Award in der Kategorie Best Performance in a Short Film für A Pioneer Miracle
- 2010: Young-Artist-Award-Nominierung in der Kategorie Best Performance in a Short Film für I Love You Bernie Summersby und Nominierung in der Kategorie Best Performance in a DVD Film für Minor Details
- 2011: Young-Artist-Award-Nominierung in der Kategorie Best Performance in a DVD Film für You're So Cupid!